# Macrosia natalica
Macrosia natalica là một loài bướm đêm thuộc phân họ Arctiinae, họ Erebidae.